# Pacto Ulate-Figueres
El Pacto Ulate-Figueres fue un acuerdo suscrito entre el entonces presidente electo por ser presumiblemente ganador de las elecciones de 1948; el periodista liberal Otilio Ulate Blanco, y el caudillo revolucionario líder del Ejército de Liberación Nacional; el finquero socialdemócrata José Figueres Ferrer.

## Historia
Tras el desconocimiento de los resultados por el Congreso Constitucional de Costa Rica (parlamento) dominado por la coalición oficialista de republicanos y comunistas, se suscita un alzamiento armado liderado por José Figueres Ferrer junto a varias guerrillas como el Movimiento de Liberación Nacional (Costa Rica), la Unión Cívica Revolucionaria y la Legión del Caribe. Cuando la marea de la guerra empieza a girar claramente a favor de los rebeldes, se suscriben los pactos de la Embajada de México con los calderonistas y de Ochomogo con los comunistas poniendo fin a las hostilidades y el ejército de Figueres toma San José y desfila por la Avenida Central.
Sin embargo, los seguidores de Ulate se muestran suspicaces ante el caudillo y manifestaciones multitudinarias exigiendo la entrega del poder a Ulate se realizan en San José crispando las tensiones y amenazando con una segunda guerra civil entre los bandos ganadores. En ese contexto Jaime Solera Bennett reúne a Ulate y Figueres en su propia casa y tras horas de negociación emergen con el pacto de marras. Ambos líderes acordarían un gobierno provisional de 18 meses a partir del 8 de mayo de 1948 presidido por Figueres, la convocataria a elecciones para una Asamblea Nacional Constituyente y la entrega del mando a Ulate pasado el período de facto.
En 1948 voceros de la oligarguía más conservadora como Ricardo Castro Beeche, Fernando Lara Bustamante y los representantes del Grupo Nación Francisco Jiménez Ortiz y Sergio Carballo se reunieron con Figueres ofreciéndole apoyerle con el apoyo del empresariado y la prensa para mantener el poder indefinidamente y romper el pacto con Ulate a cambio de retrotraer las Garantías Sociales como el Código de Trabajo y la Caja Costarricense de Seguro Social. Figueres rechazó molesto e informó a Ulate de los hechos.
Finalmente y como acordado Figueres entregaría el poder a Ulate el 8 de noviembre de 1949.

## Contenido
La Junta Revolucionaria gobernará al país sin Congreso durante un período de dieciocho meses a partir del ocho de mayo en curso. Expirando dicho término podrá solicitar a la Asamblea Constituyente una prórroga por seis meses si lo considera necesario para sus labores.

    La Junta Revolucionaria convocará al pueblo a elecciones para escoger representantes a una constituyente. Dichas elecciones se verificarán el día ocho de diciembre del corriente año. La Asamblea se instalará el día quince del mismo mes.

    La Junta Revolucionaria designará inmediatamente una comisión que redacte un proyecto de Constitución para serle sometido a la Constituyente.

    La Junta reconocerá y declarará inmediatamente que el ocho de febrero último fue legítimamente electo Presidente de Costa Rica don Otilio Ulate Blanco.

    La Junta pedirá a la Asamblea Constituyente que ratifique la elección de don Otilio Ulate Blanco, para que ejerza el poder en el primer período constitucional de la Segunda República, que en ese caso concreto no excederá de cuatro años.

    La Junta integrará el Tribunal Nacional Electoral con los señores Lic. Víctor Guardia Quirós y Lic. don José María Vargas Pacheco. Como suplente el Lic. don Jaime Solera Bennet. (*)

    Ambas partes signatarias de este acuerdo se comprometen formalmente a que no se ejerzan en el país actividades de carácter político electoral durante un periodo de seis meses a partir de esta fecha.

San José, 1ero de Mayo de 1948.